# Agriș, Cluj

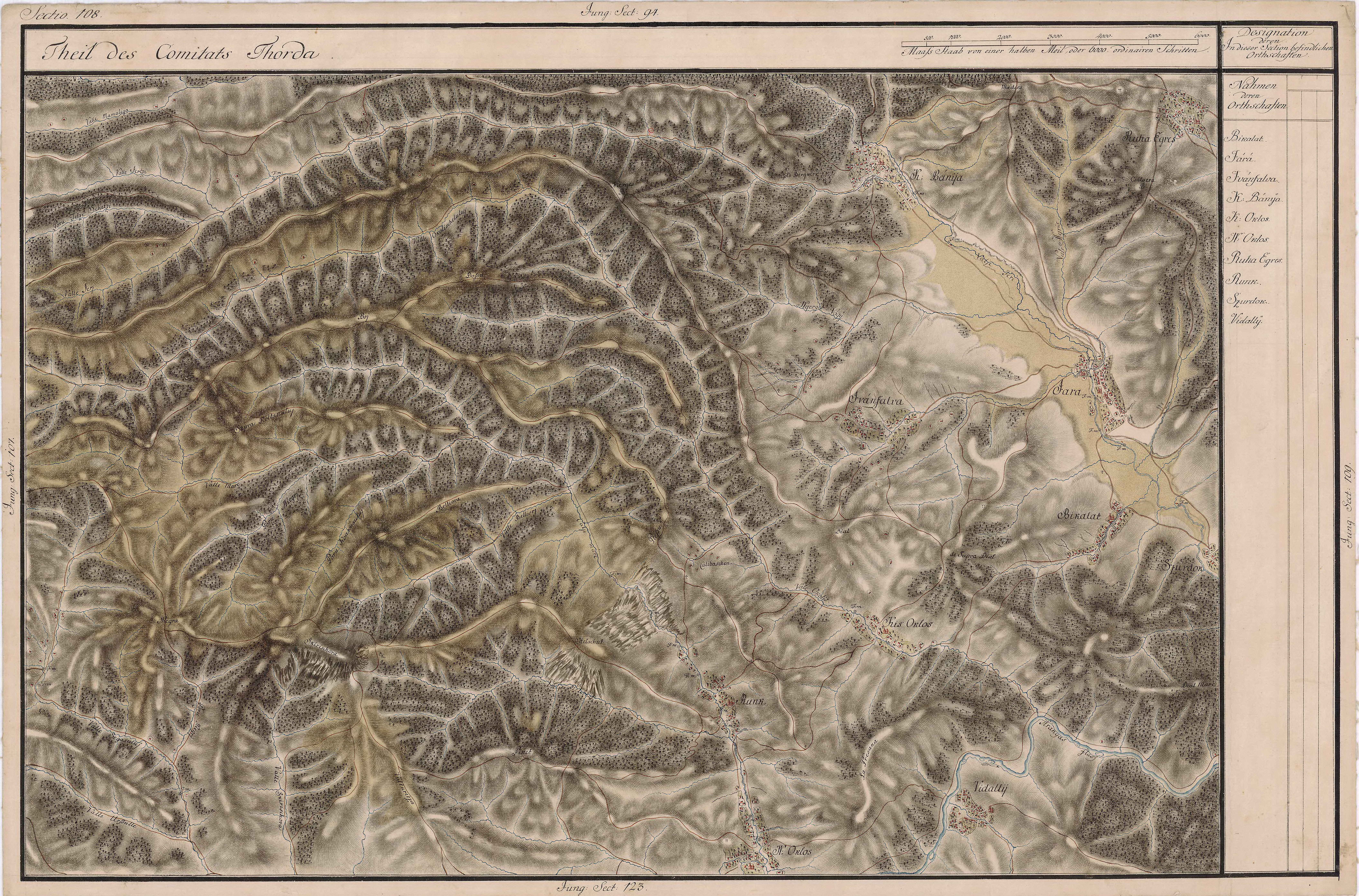
Agriș pe Harta Iosefină a Transilvaniei, 1769-1773 (Sectio 109)

Agriș (mai demult Ruha; în maghiară Ruhaegrés) este un sat în comuna Iara din județul Cluj, Transilvania, România.
Pe Harta Iosefină a Transilvaniei din 1769-1773 (Sectio 109) satul Agriș apare sub numele de Ruha Egrés.

## Date geografice
Altitudinea medie: 688 m.

## Imagini

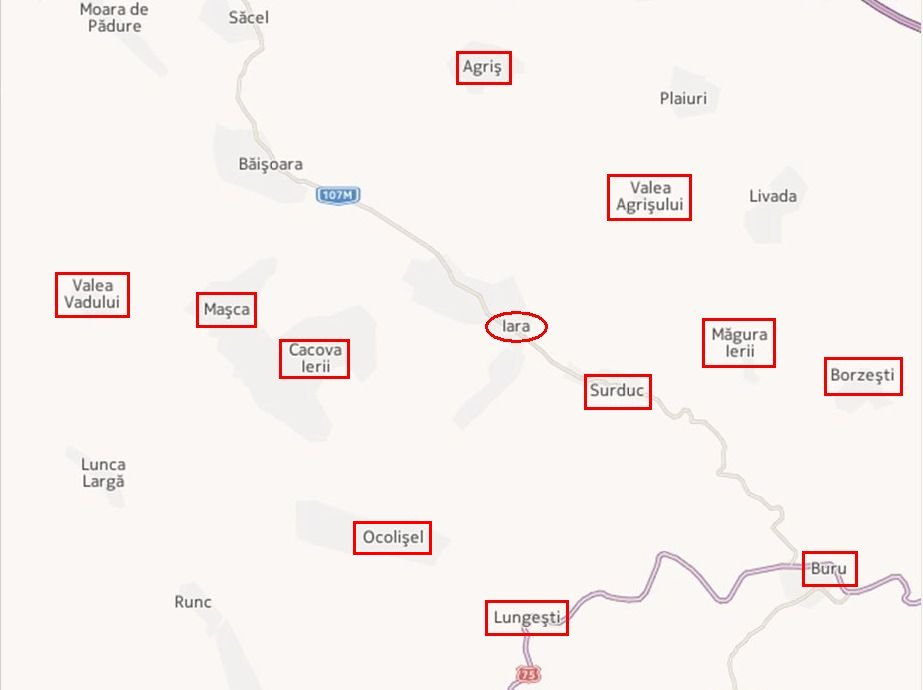
Comuna Iara și satele componente
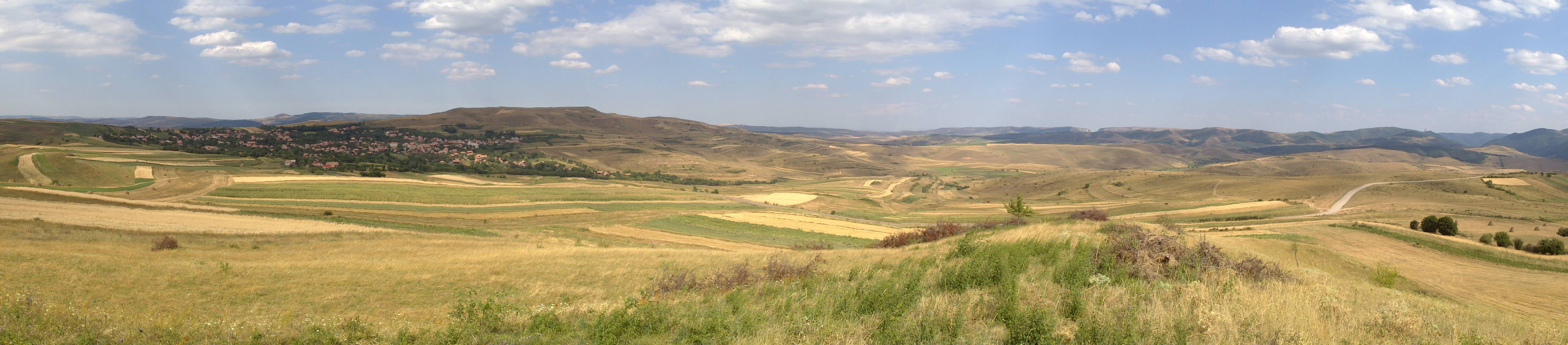
Satul Agriș, Cheile Turzii și Vârful Măgura
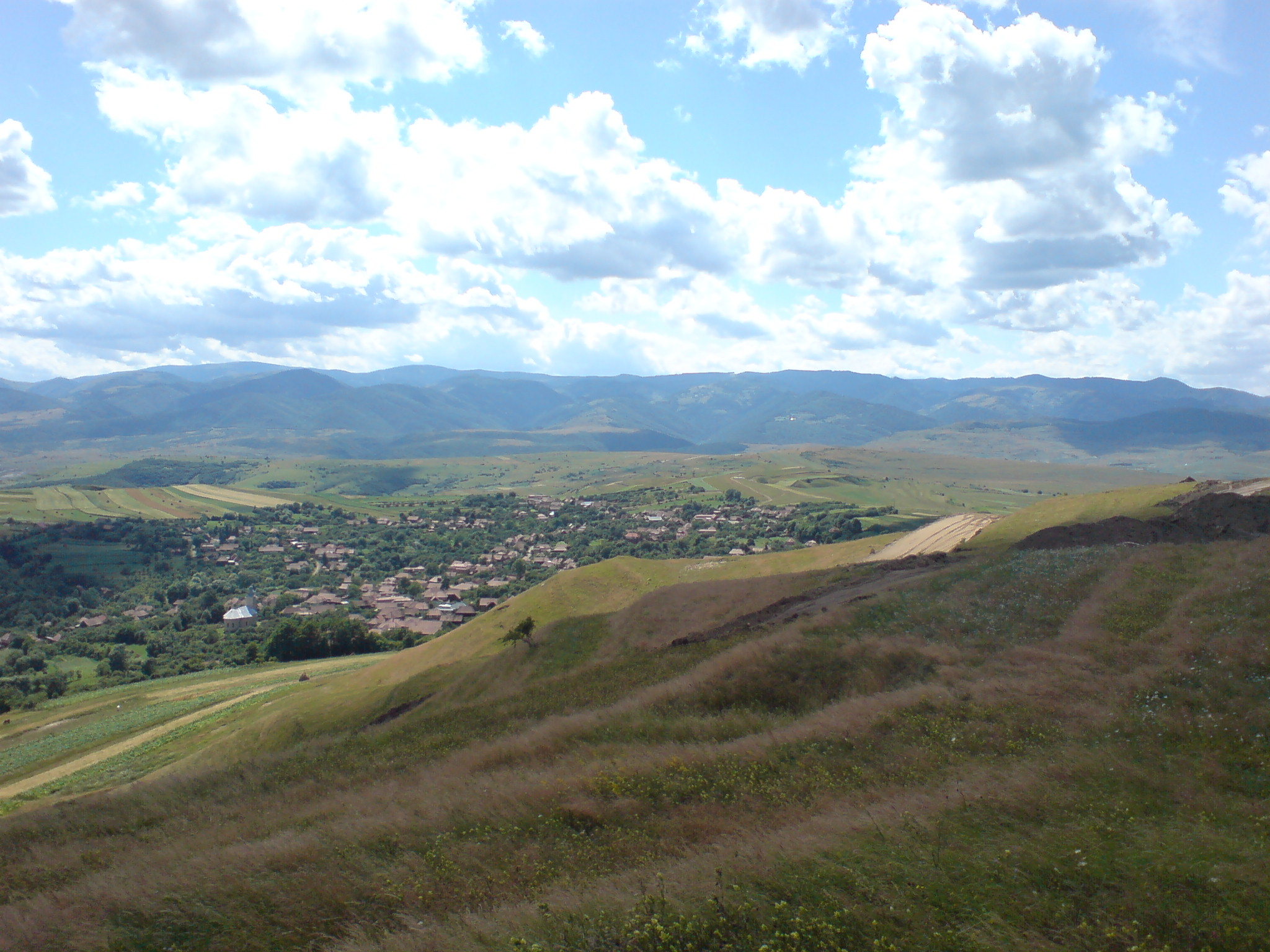
Satul Agriș
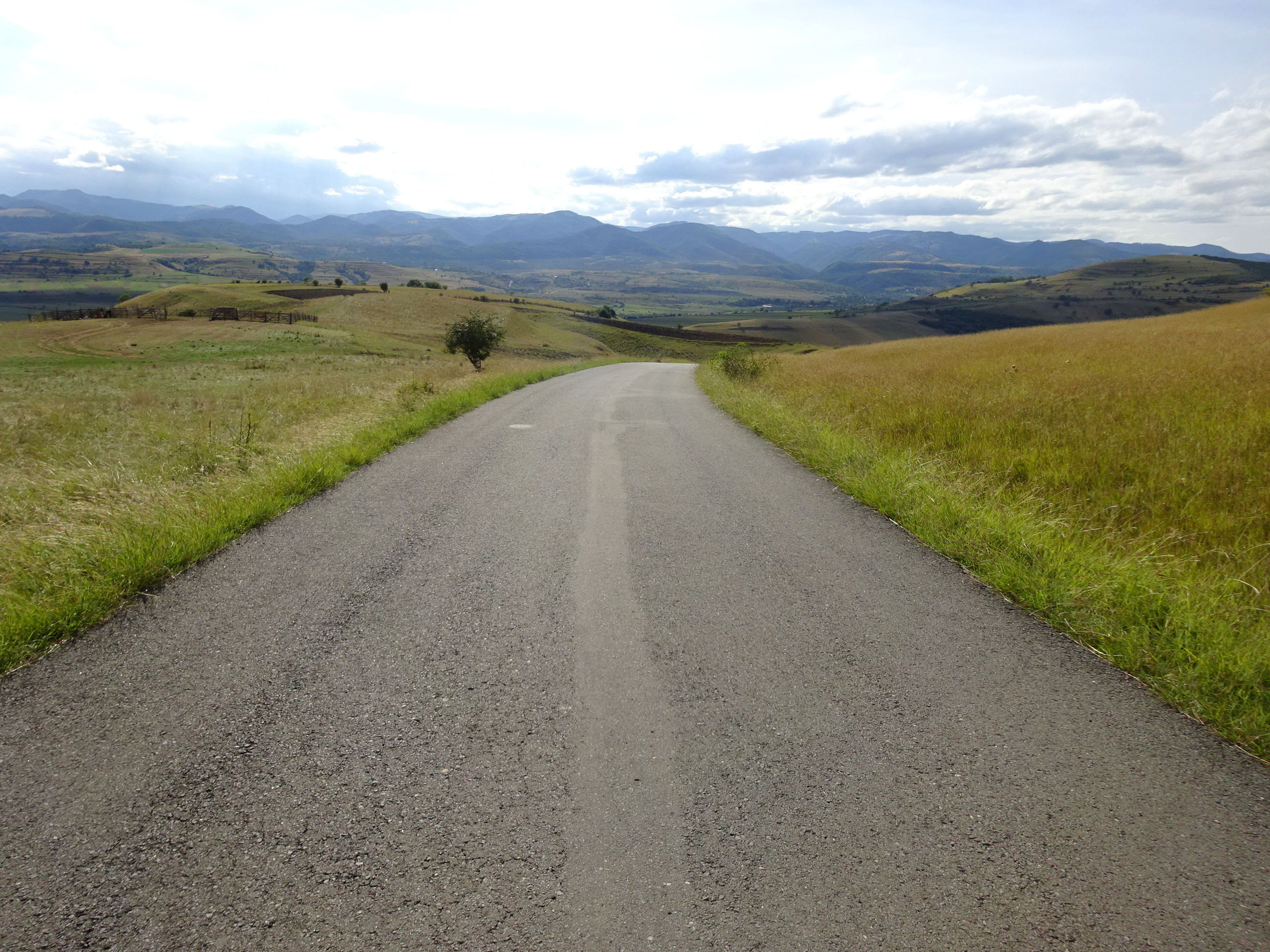
Drumul spre satul Agriș
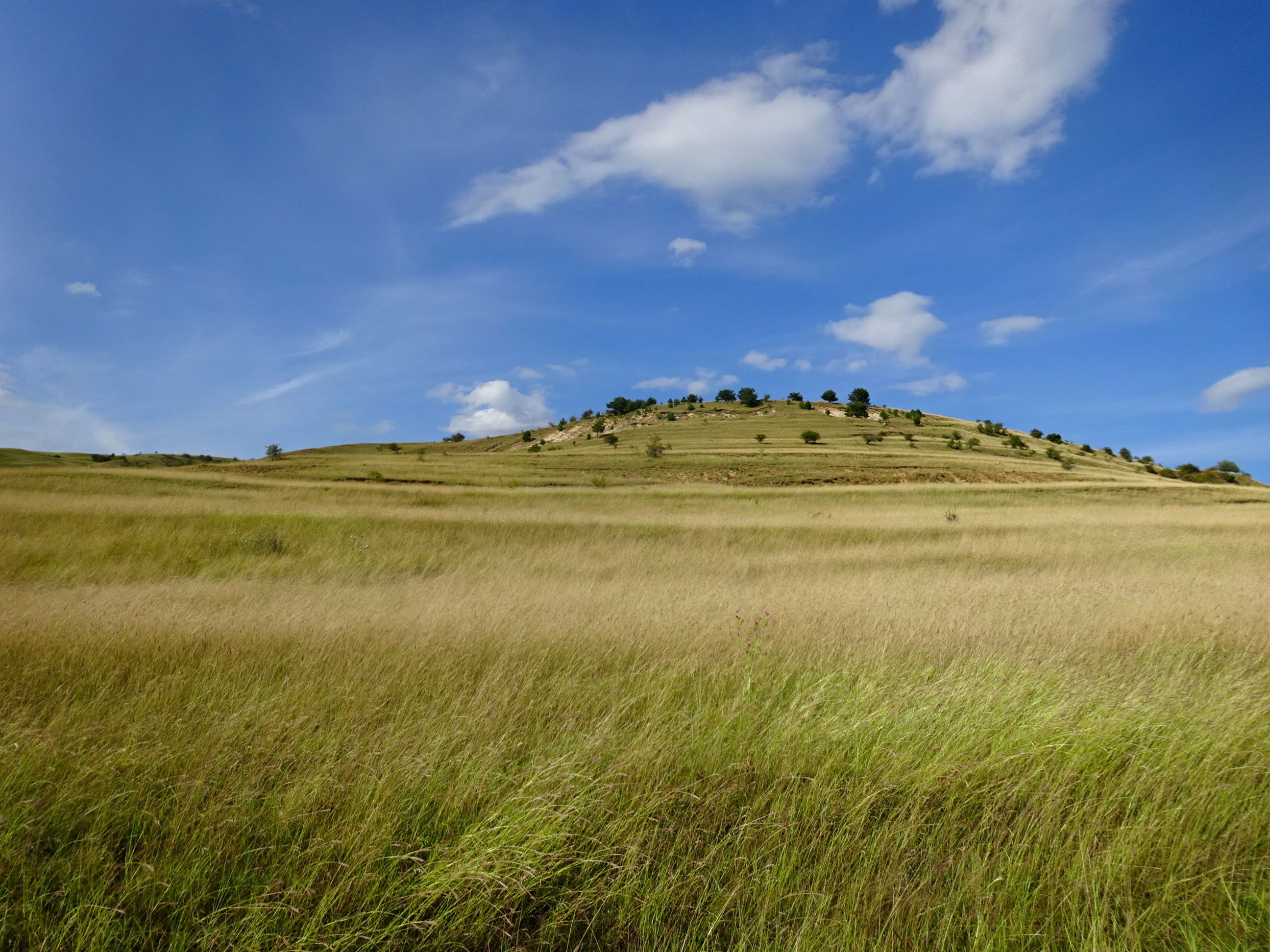
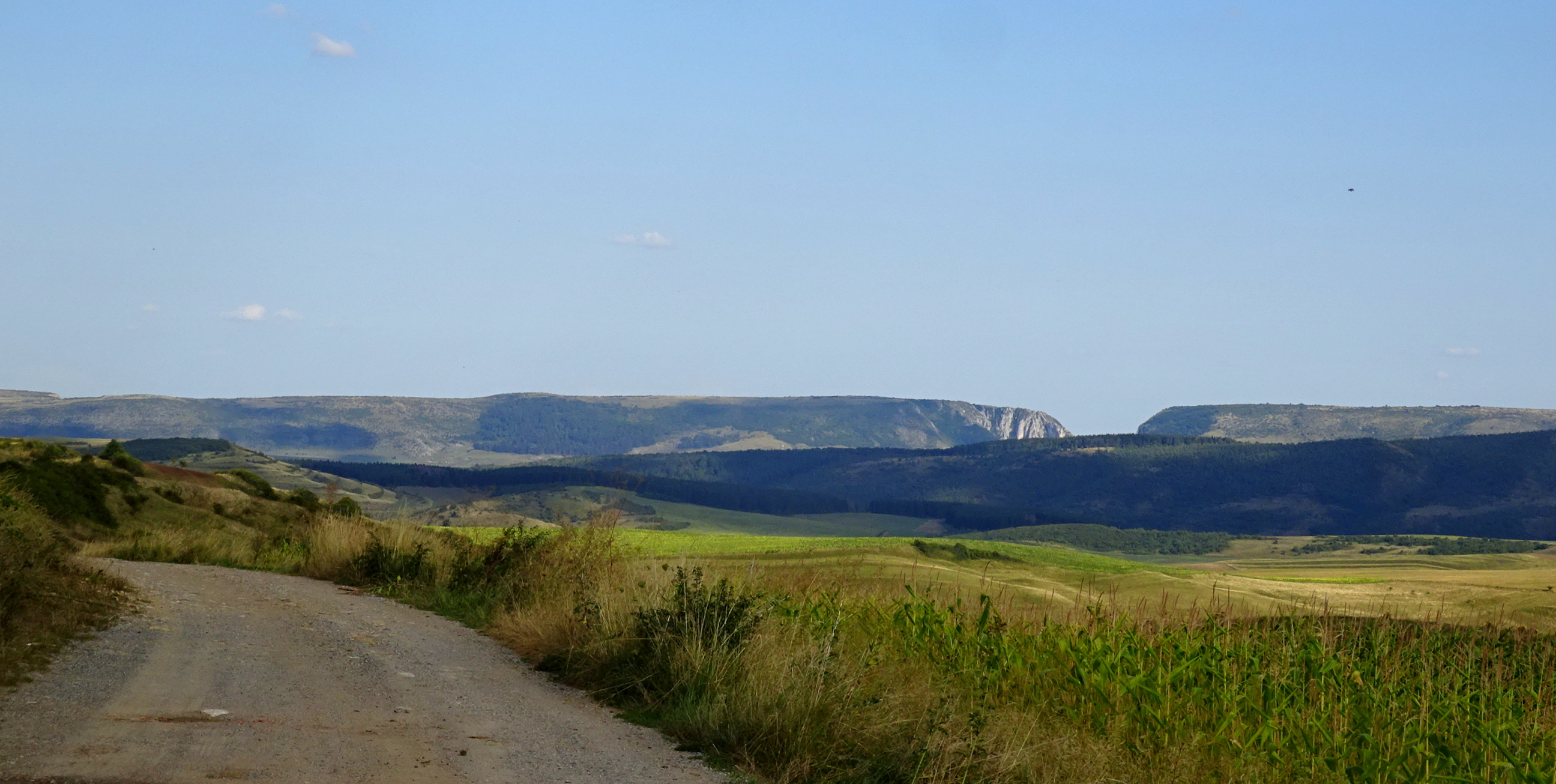
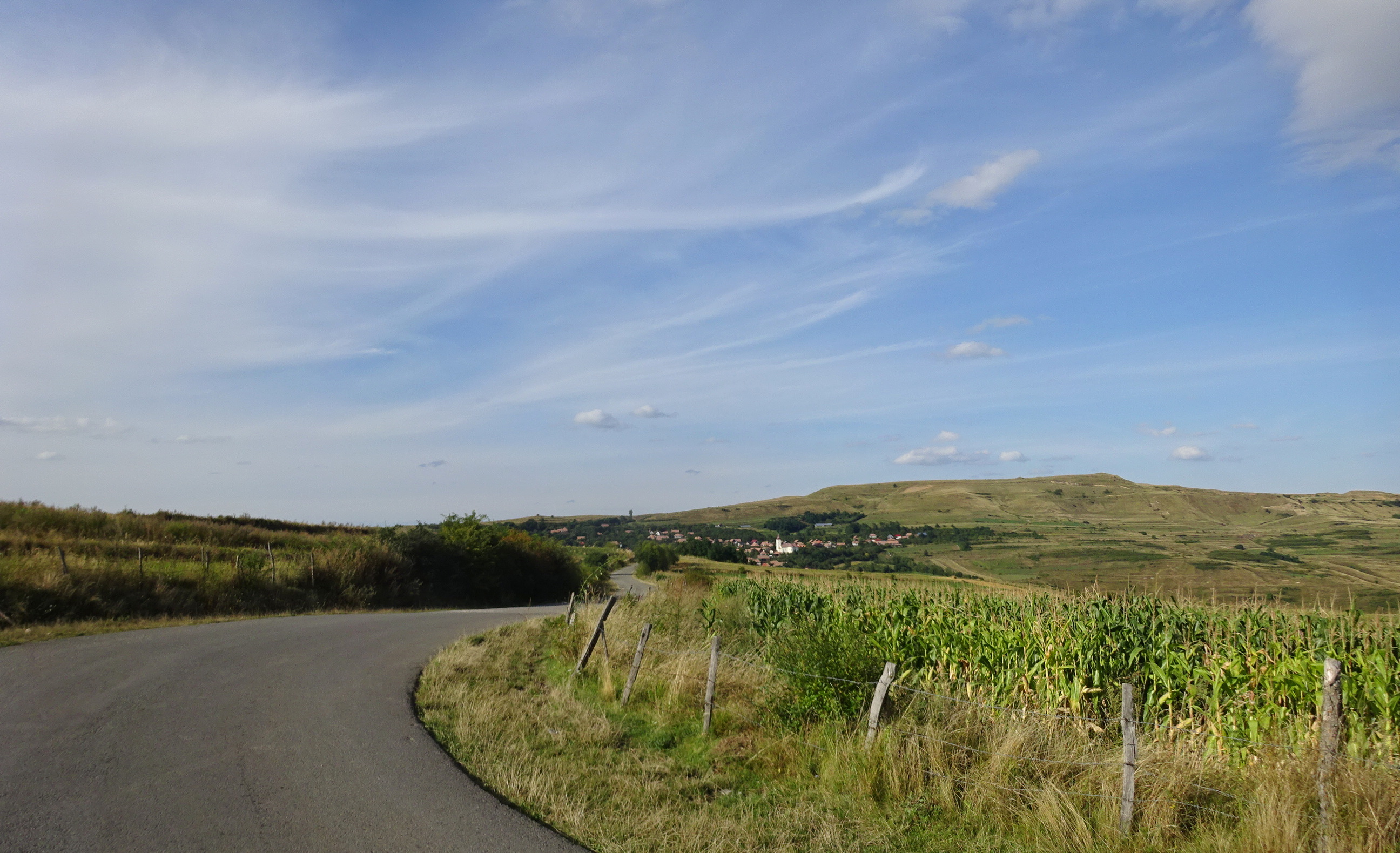
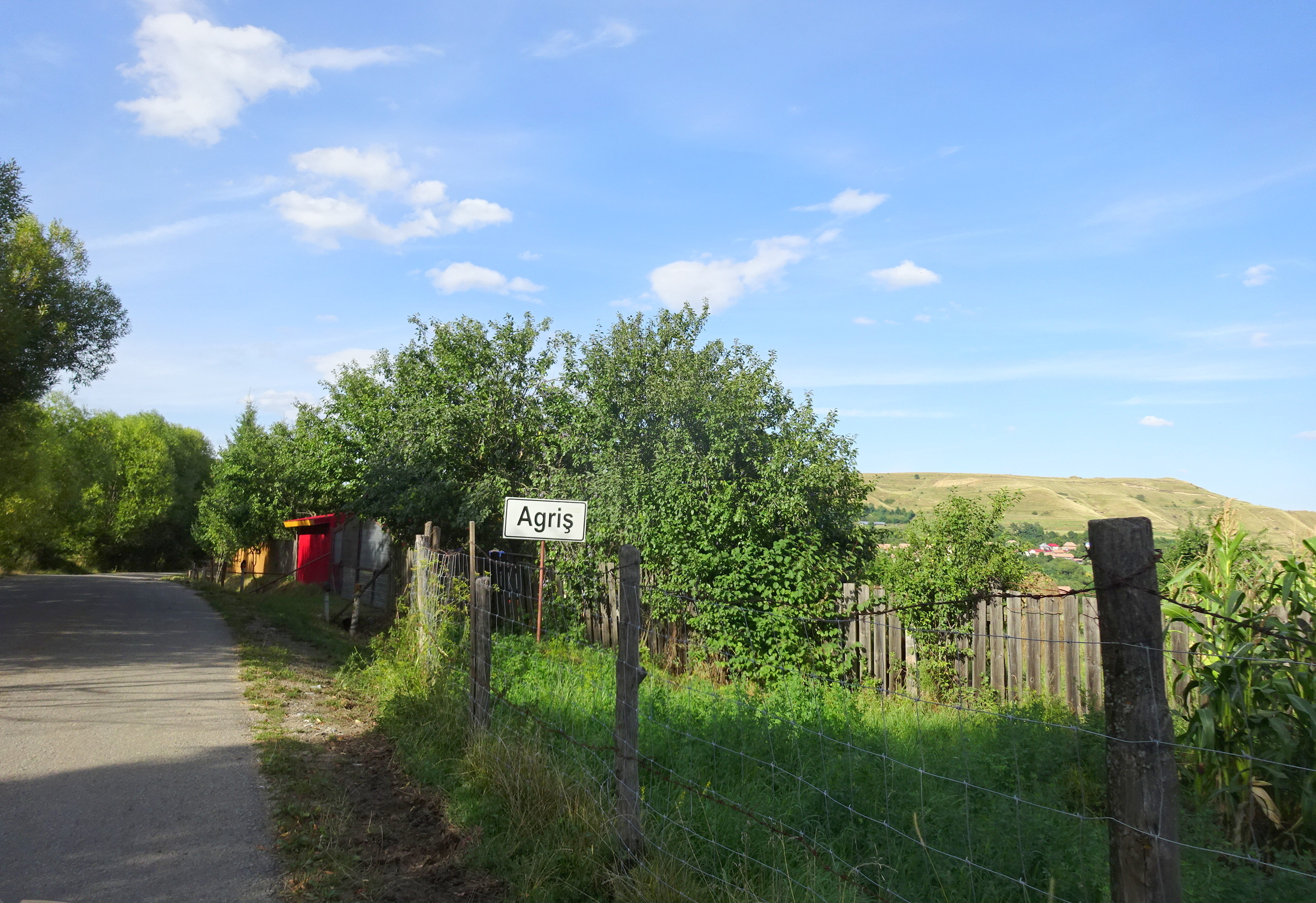
Intrarea în localitate
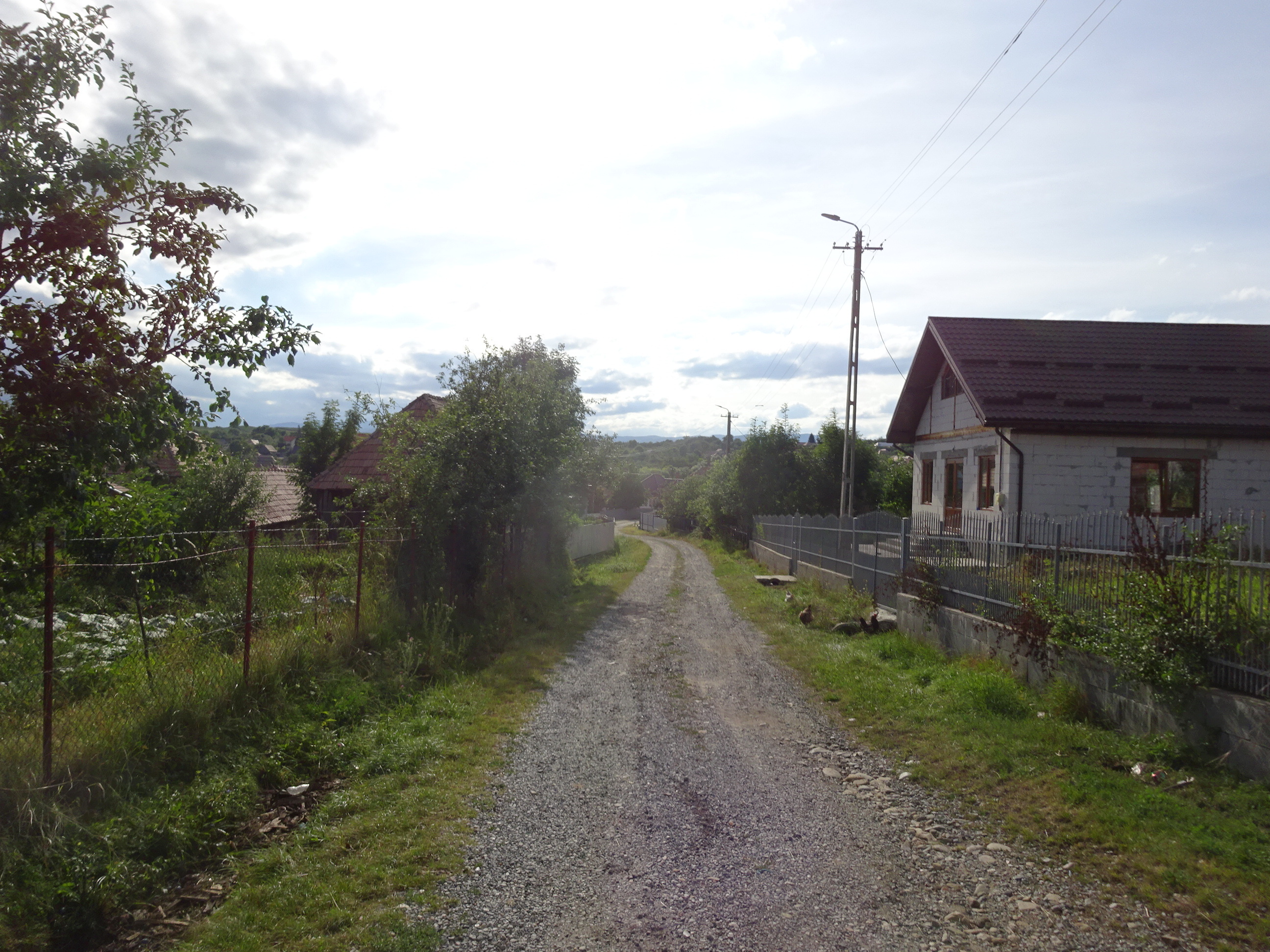
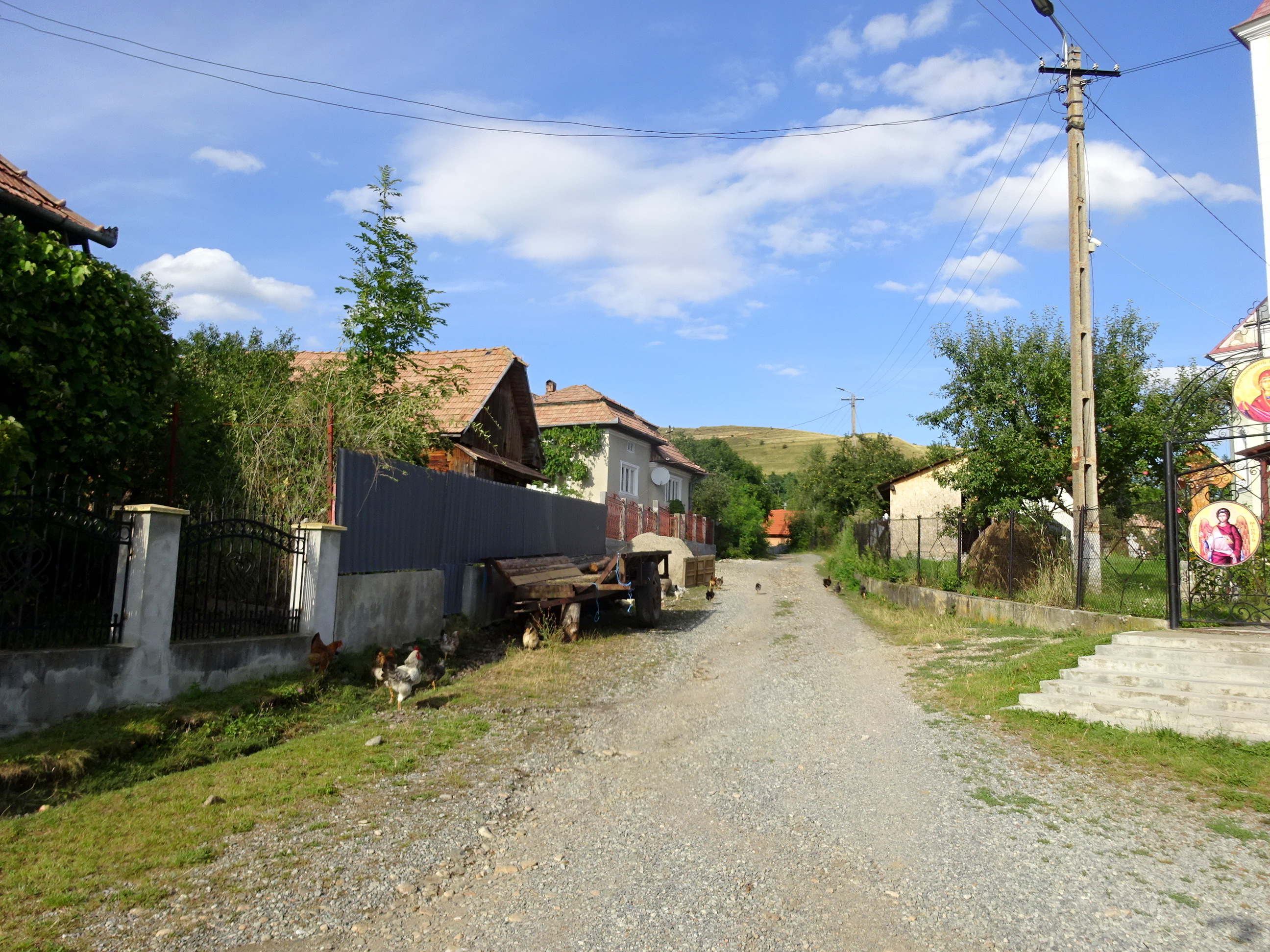
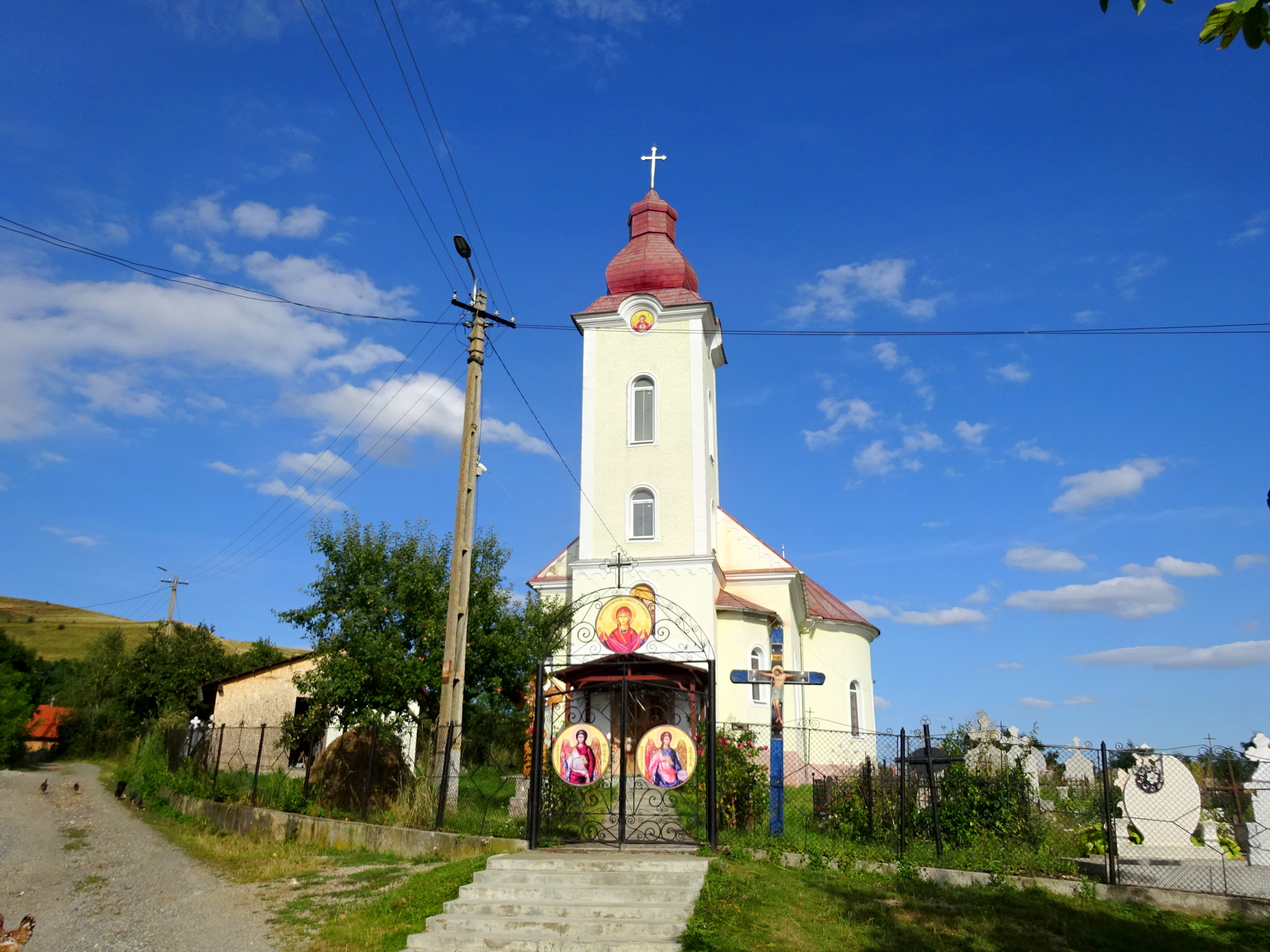
Biserica Sfinții Arhangheli Mihail și Gavriil (1935)
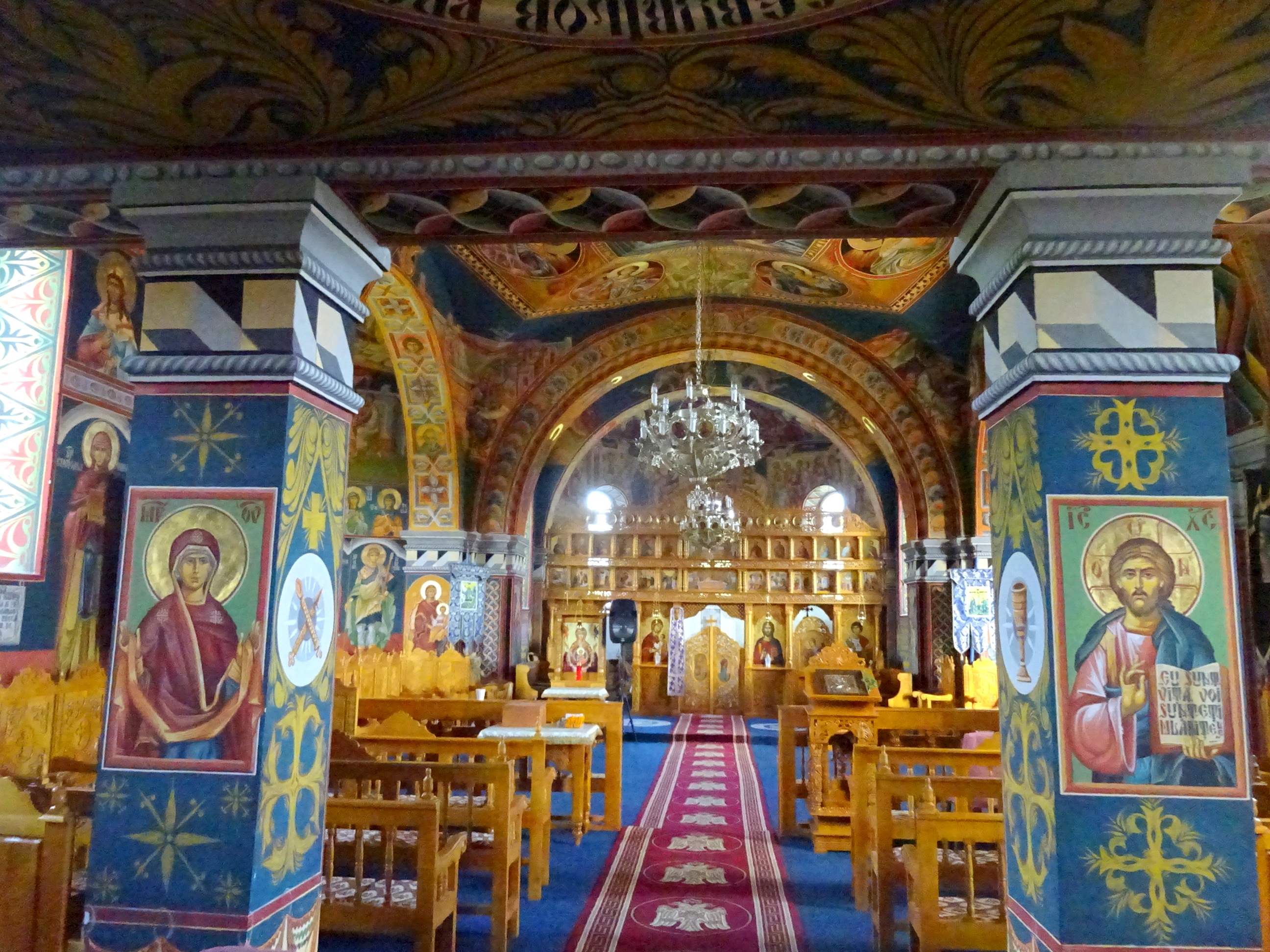
Interiorul navei
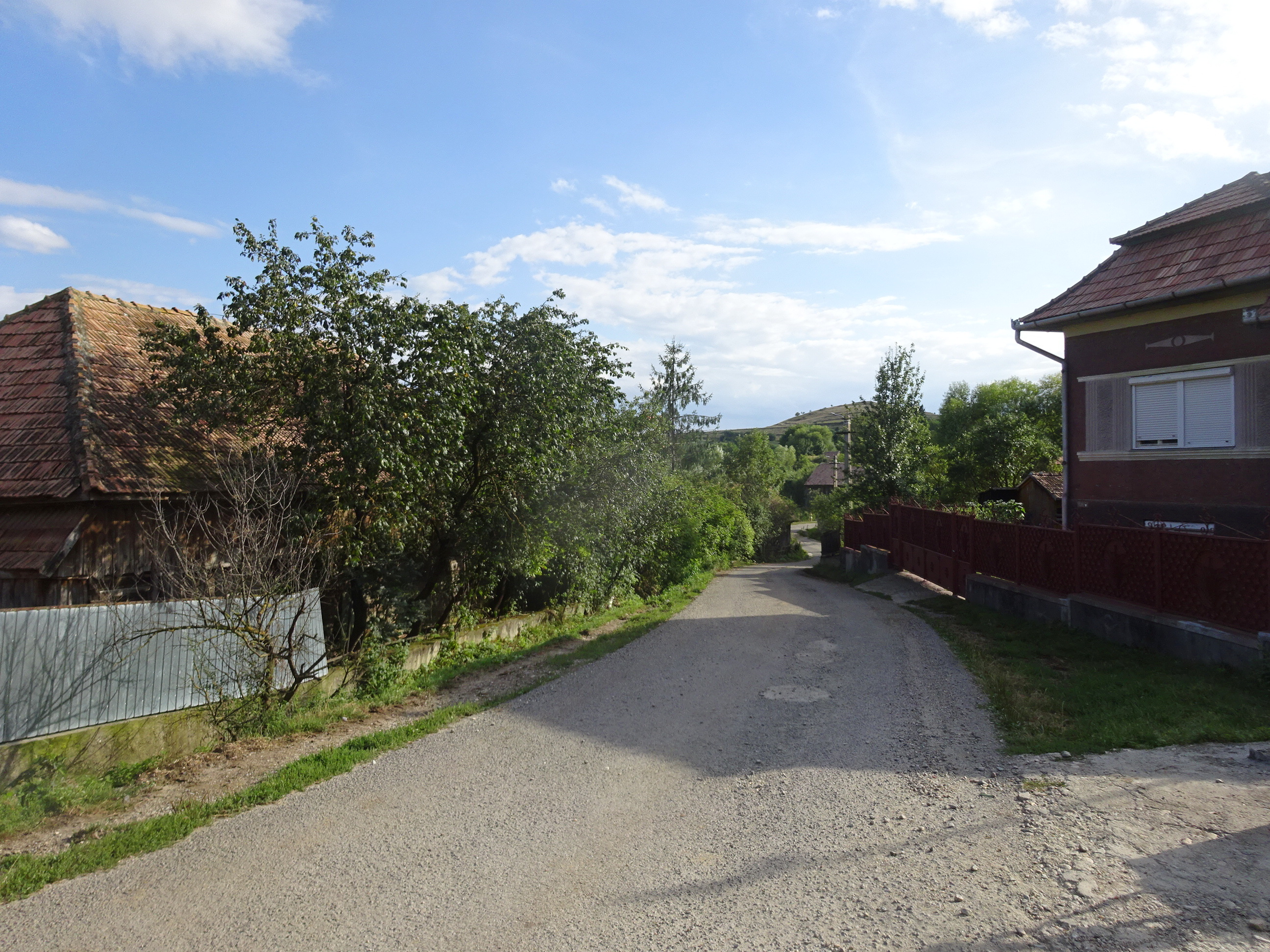
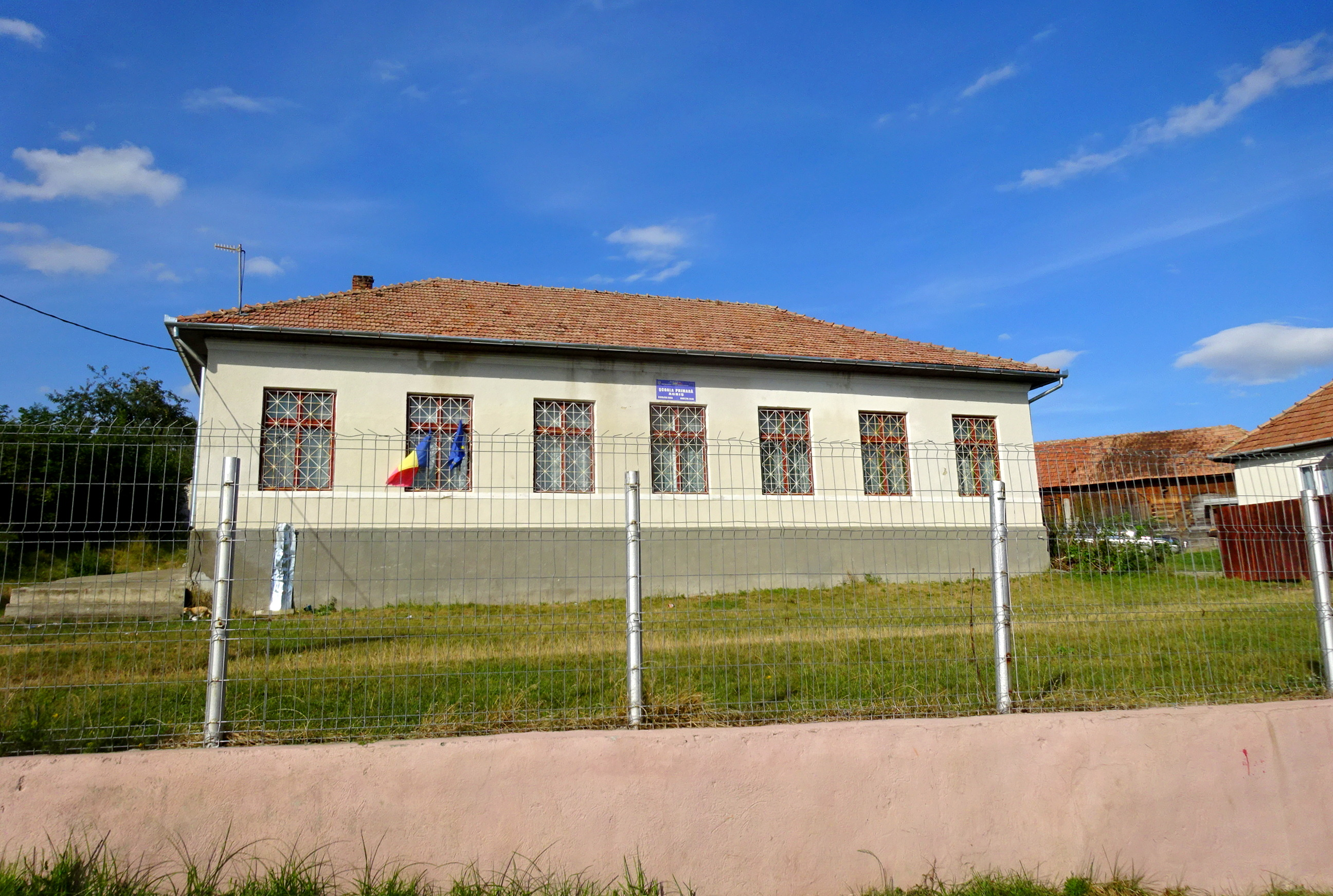
Școala
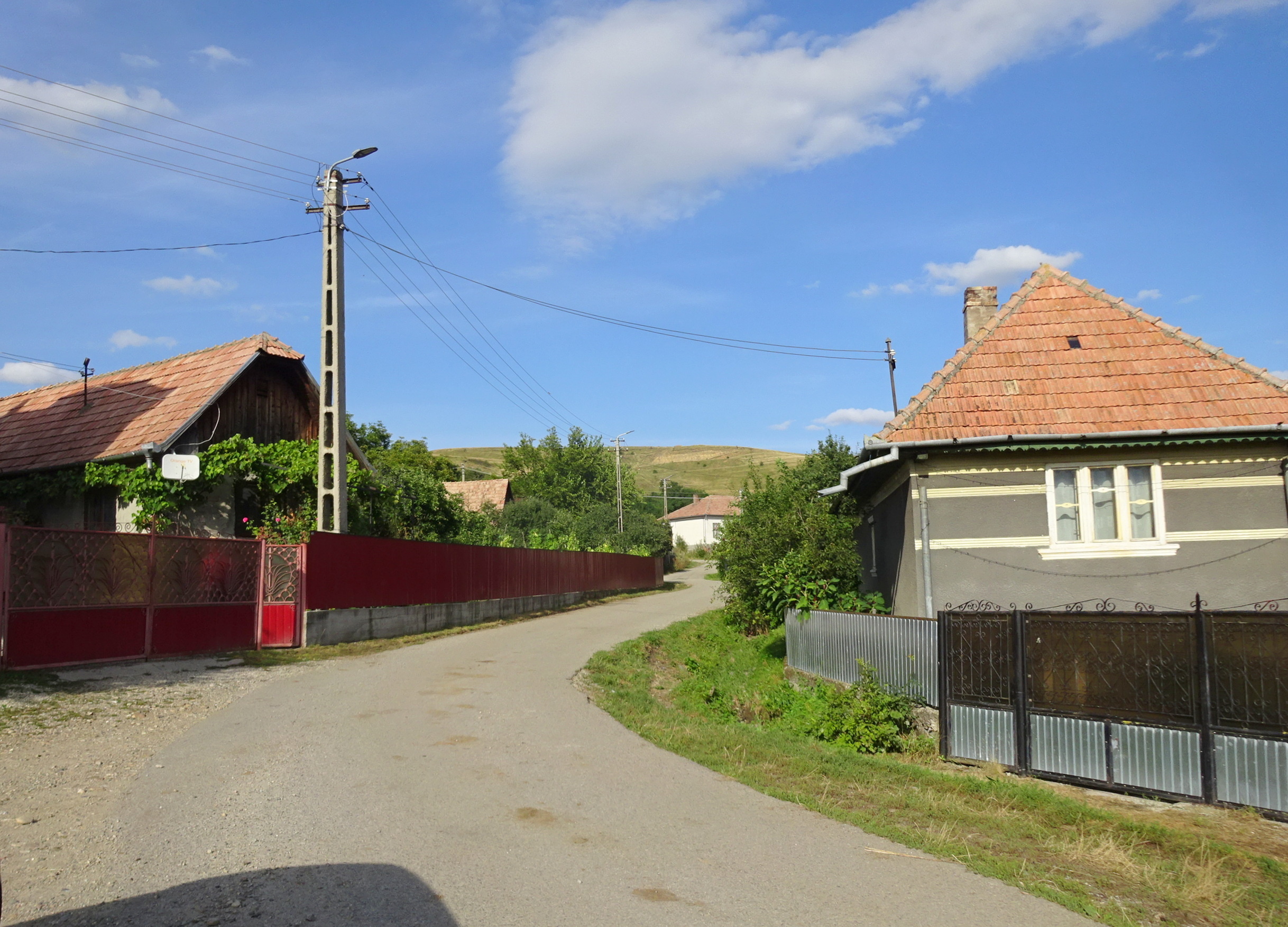
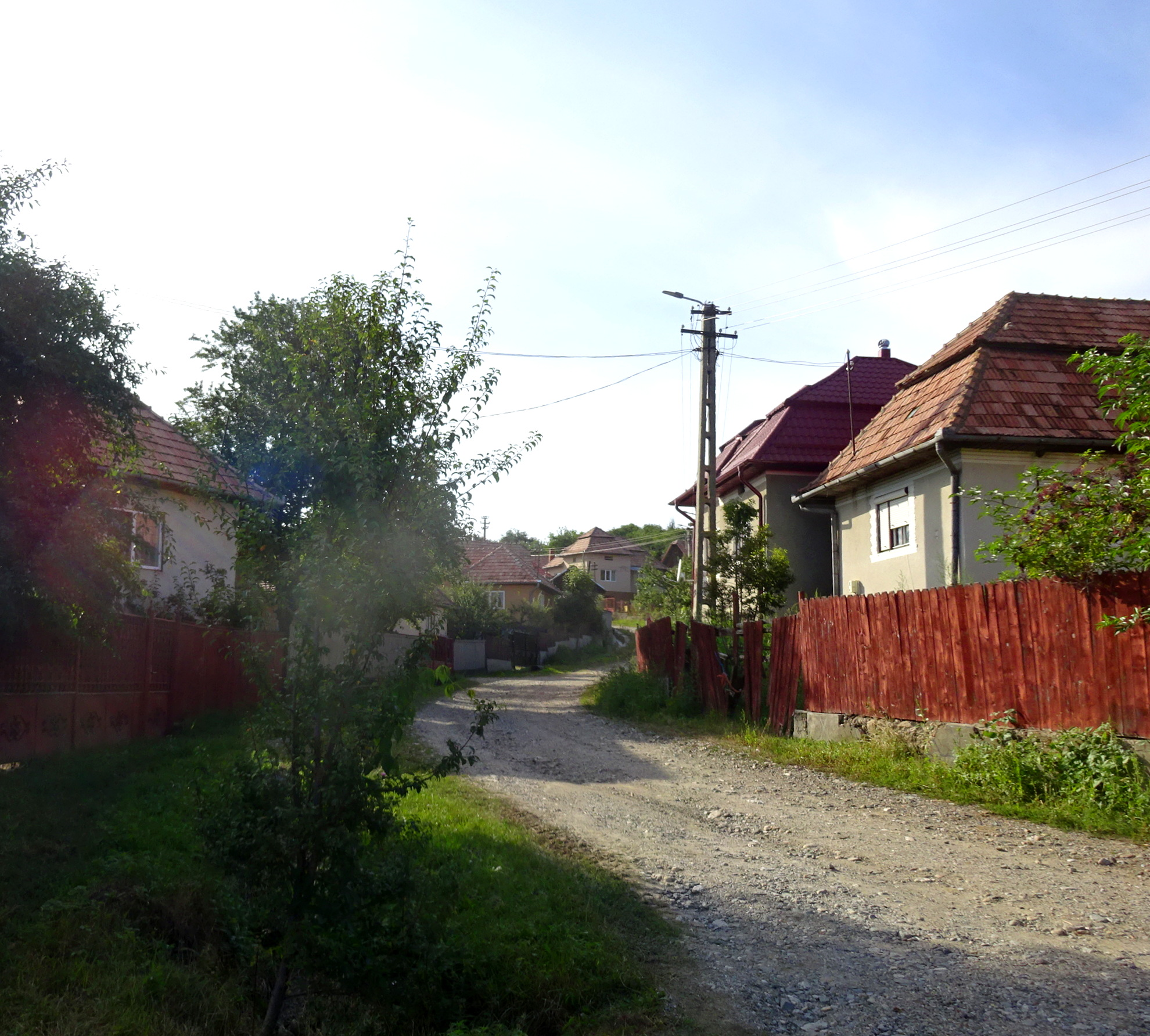
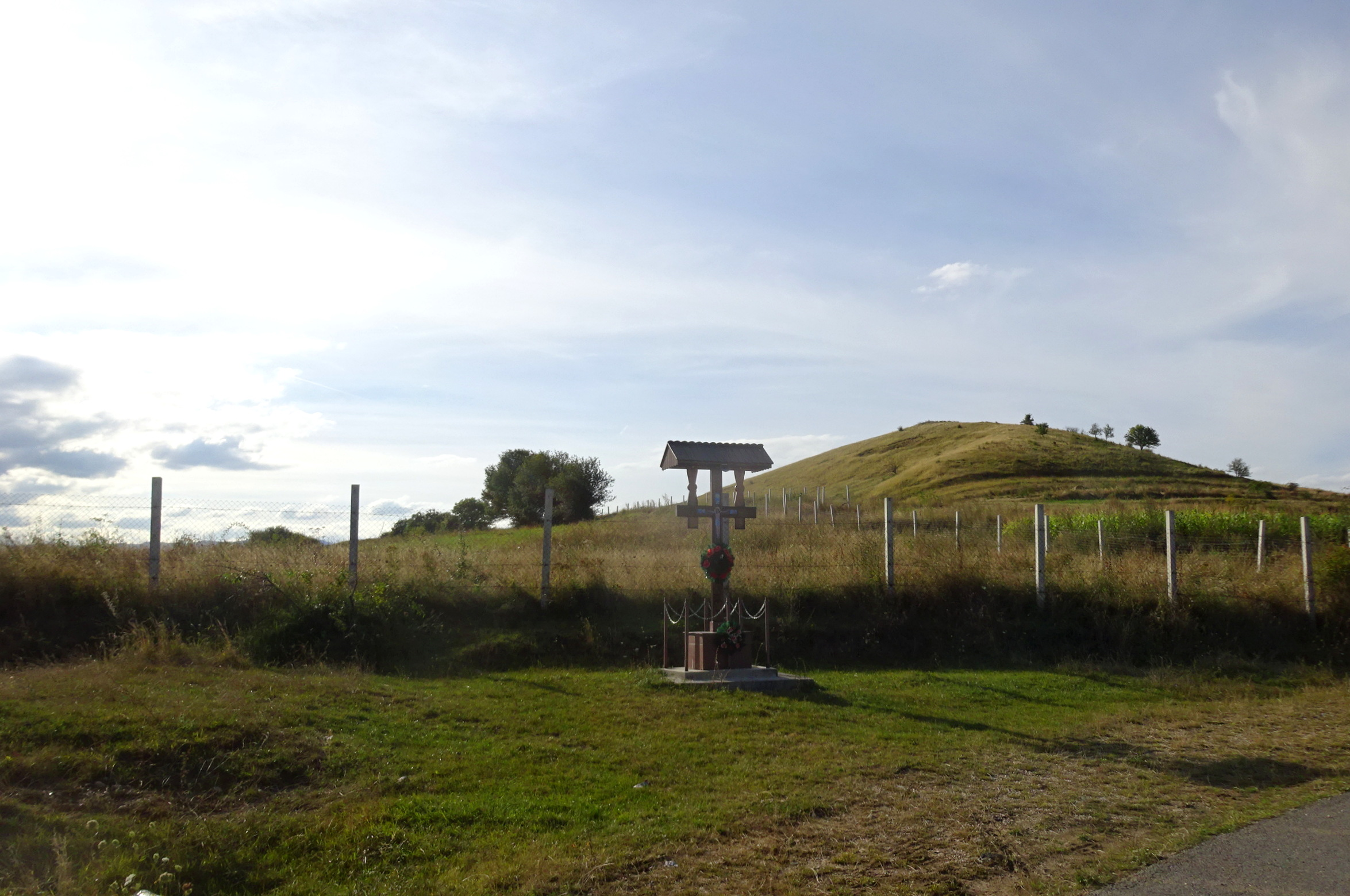
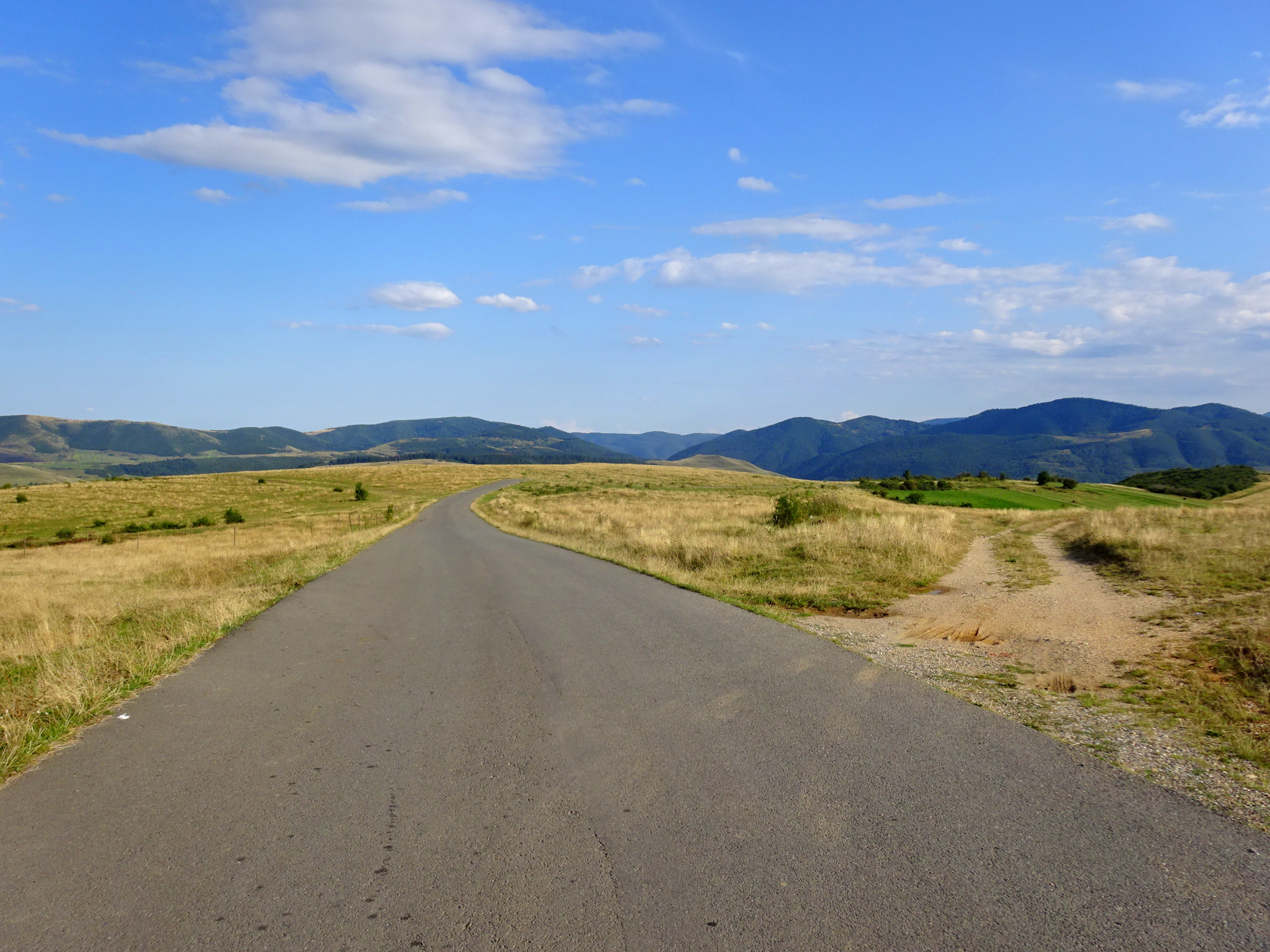
Drumul spre satul Agriș

## Legături externe
Materiale media legate de Agriș la Wikimedia Commons